# Szabad Tisztviselők Mozgalma
A Szabad Tisztviselők Mozgalma (arabul: حركة الضباط الأحرار, Harakat ad-Dubbat al-Ahrar), más néven Szabad Tisztviselők Dandárja (arabul: لواء الضباط الاحرار, Liwa ad-Dubbat al-Ahrar) egy szíriai felkelői csoport volt, mely 2011-ben a szíriai polgárháború polgári felkelési szakaszában volt aktív. A csoport a Szíriai Fegyveres Erők dezertált közrangú és vezető katonáiból állt össze.
A Muzulmán Testvériséggel kapcsolatot fenntartó, Riad al-Asaad ezredes által vezetett Szabad Szíriai Hadsereggel ellentétben a Szabad Tisztviselők Mozgalma szekuláris alapú szervezet volt. A csoport 2011. szeptember 23-án csatlakozott az FSA-hoz, de 2012. közepéig továbbra is Szabad Tisztviselők Szervezete név alatt működtek.

## Története

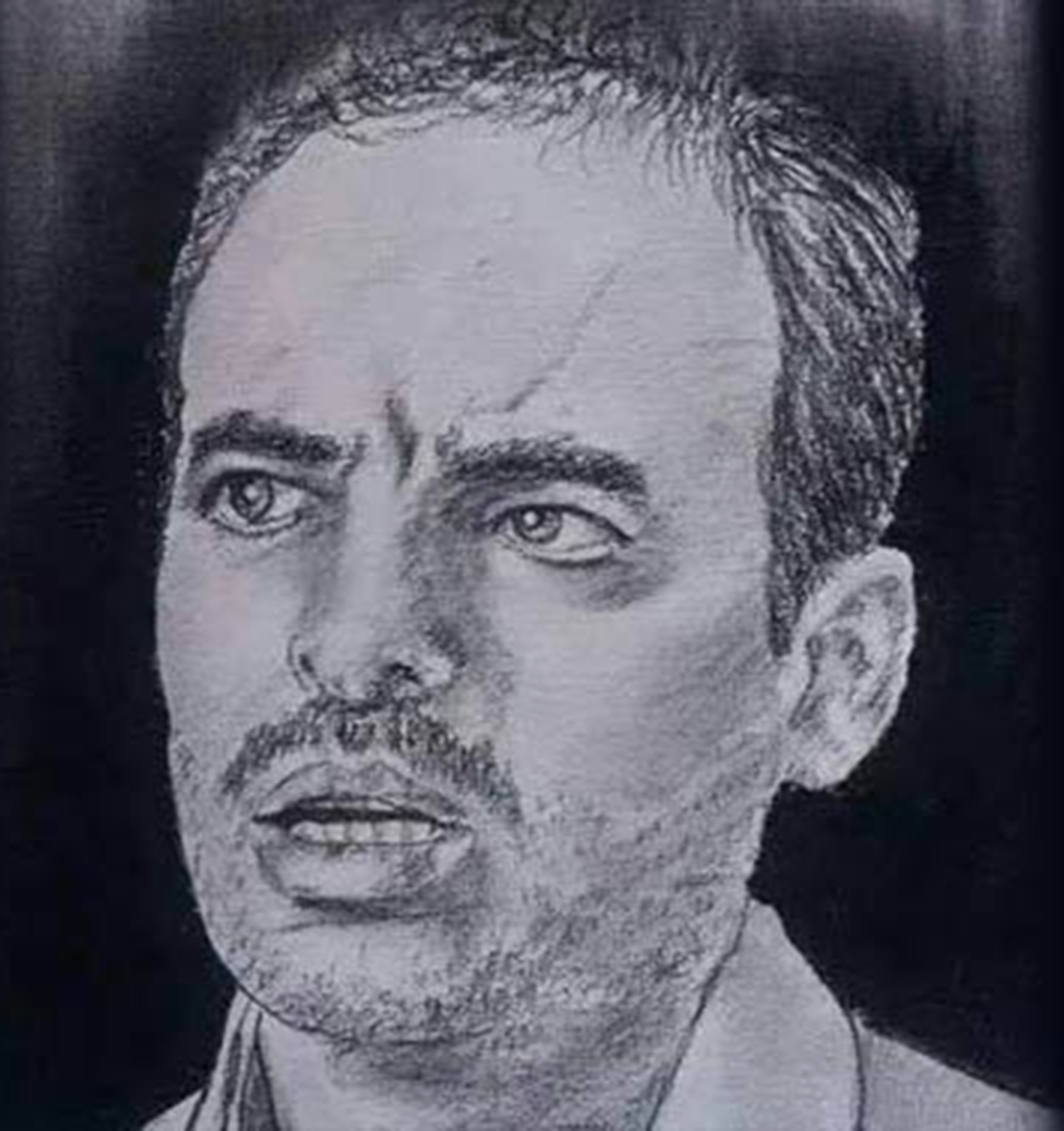
Hussein Harmoush alezredes, a Szabad Tisztviselők Mozgalmának megalapítója

A Szabad Tisztviselők Mozgalmát 2011. június 9-én Hussein Harmoush alezredes, a Szíriai Hadseregből dezertált katona hozta létre. 30 további dezertált katonával közösen több más felkelőt és polgárt segítettek a 2011. júniusi Dzsiszr esz-Szugúr-i hadművelet alatt, és segítettek kiszökni Törökországba. A hadművelet alatt maga az alezredes is Törökországba szökött, és egy a szíriai határon lévő menekülttáborban élt. A jelentések szerint júliusban és augusztusban titokban többször visszaszökött Szíriába. Riad al-Asaad a Szabad Szíriai Hadsereg megalakítása előtt, még júliusban, maga is csatlakozott a Szabad Tisztviselők Mozgalmához. 2011. augusztus 29-én Harmoush, miközben a táborban volt, teljesen eltűnt.
Szeptember 15-én levetítettek vele egy interjút a szíriai állami televízióban. Visszavonta korábbi állítását, mely szerint a szíriai biztonsági erők a tömegbe lőttek volna, és a Muzulmán Testvériséget vádolta a konfliktus szításával. Aktivisták szerint azonban a kijelentések előtt megkínozták és megfélemlítették őt, miközben Harmoush ezredes a kormány börtönében volt.
Riad al-Asaad, a Szabad Szíriai Hadsereg ezredese követelte a szíriai kormánytól, hogy Harmoush minél előbb kerüljön szabad lábra, és engedjék őt vissza Törökországba. Amennyiben ez nem történik meg, megfenyegették, hogy „katonai hadműveleteken keresztül éles választ fog adni.” Maga Aszad is tagadta, hogy a török titkosszolgálat elfogta és átadta volna a szíriai katonai titkosszolgálatnak Harmoush ezredest.
Harmoush ezután a Sednaya börtönben volt fogva tartva. Emberi jogi szervezetek ellentmondó információi szerint vagy 2012. januárban a Légvédelmi Titkosszolgálat Igazgatóság által végrehajtott golyóval végrehajtott kivégzésben meghalt, vagy 2013. novemberig továbbra is börtönben volt. A 2014-es szíriai fogvatartott jelentés szerint Harmoush azok között volt, akiket Sednaya börtönében kivégeztek.
A Szabad Tisztviselők Mozgalma szeptember 23-án beolvadt a Szabad Szíriai Hadseregbe. 2011. október végén Khaldoun Sami Zaineddin főhadnagy, az első drúz tisztviselő, aki elhagyja a Szíriai Fegyveres Erőket, csatlakozott a Szabad Tisztviselők Dandárjához.

## Külső hivatkozások
- Free Officers Movement Youtube csatornal